# BMW G06
BMW G06 (eller BMW X6) är en crossover som den tyska biltillverkaren BMW introducerade på Internationale Automobil-Ausstellung i september 2019.

## Motor
| Modell           | Årsmodell | Motor                    | Cylindervolym | Effekt     | Bränslesystem              |
| ---------------- | --------- | ------------------------ | ------------- | ---------- | -------------------------- |
| X6 xDrive 30d    | 2020-     | B57: 6-cyl radmotor DOHC | 2993 cm³      | 265-298 hk | Common rail turbodiesel    |
| X6 xDrive 40d    | 2020-     | B57: 6-cyl radmotor DOHC | 2993 cm³      | 340-352 hk | Common rail turbodiesel    |
| X6 M50d          | 2020      | B57: 6-cyl radmotor DOHC | 2993 cm³      | 400 hk     | Common rail turbodiesel    |
| X6 xDrive 30i    | 2020-23   | B48: 4-cyl radmotor DOHC | 1998 cm³      | 265 hk     | Direktinsprutning, turbo   |
| X6 xDrive 40i    | 2020-     | B58: 6-cyl radmotor DOHC | 2998 cm³      | 333-381 hk | Direktinsprutning, turbo   |
| X6 M50i          | 2020-     | N63: 8-cyl V-motor DOHC  | 4395 cm³      | 530 hk     | Direktinsprutning, biturbo |
| X6 M Competition | 2020-     | S63: 8-cyl V-motor DOHC  | 4395 cm³      | 625 hk     | Direktinsprutning, biturbo |